# 도쿠이 미치유키
도쿠이 미치유키(일본어: 得居通幸, 1557년 ~ 1592년 음력 6월 2일)는 센고쿠 시대에서 아즈치모모야마 시대에 걸쳐 활약한 무장이다. 이요국 출신. 무라카미 수군(村上水軍)의 일족인 이요 무라카미 씨(伊予村上氏)의 당주 무라카미 미치야스(村上通康)의 차남이자 구루시마 미치후사(来島通総)의 형이다. 별명으로는 미치유키(通之), 미치후사(通久), 미치토시(通年)가 있다. 사촌으로는 무라카미 가게치카(村上景親)가 있다.

## 생애
남북조 시대 도쿠이 집안으로 출계해 도쿠이 씨를 쓰게 되었다. 구루시마 무라카미 씨(来島村上氏)의 이름은 넷째 동생 미치후사(通総)가 이어받게 되었는데 이는 미치후사의 생모가 주가(主家) 고노씨(河野氏)의 고노 미치나오(河野通直)의 딸로 미치야스의 정실이었기 때문에 가독을 이어받을 수 있었던 것으로 보인다. 에이로쿠(永禄) 10년(1567년)에 아버지 미치야스가 병사하고 미치후사는 7세의 나이로 가독을 이어받았고 미치유키는 이를 보좌하였다.
덴쇼(天正) 6년(1578년)부터 8년(1580년) 무렵까지 이요 국의 마쓰야마(松山) 섬들을 지배하는 가시마 성(鹿島城)의 성주가 된 것으로 보이며, 가신들을 모두 가시마(鹿島, 현재의 마쓰야마 시 앞바다)로 옮겼다. 덴쇼 10년(1582년) 4월에 주고쿠(中国) 공략에 나선 하시바 히데요시(羽柴秀吉)에 편승해 옛 주군인 고노 가문을 버리고, 구루시마 본가의 당주이자 동생인 미치후사와 함께 오다 노부나가(織田信長)를 따랐다. 때문에 이 과정에서 구루시마 집안의 가로(家老)였던 무라카미 요시쓰구(村上吉継)、무라카미 요시사토(村上吉郷) 등은 고노 씨에 남음으로써 분열되고, 구루시마 집안의 이반을 알게 된 고노 씨도 모리 씨를 앞세워 구루시마 씨를 공격하기 시작했다. 5월에는 노지마 무라카미 씨(能島村上氏)의 무라카미 다케요시(村上武吉)・모토요시(元吉) 부자의 노지마 수군이 중심이 된 모리 세력의 공격을 받았다. 때문에 1585년 히데요시가 시코쿠를 공략하기 전까지 동생 미치후사는 교토에 머물렀고, 미치토시는 이요 가시마 성에서 모리 가문의 공세를 버티게 된다.
덴쇼 11년(1583년) 3월에 공격을 견디다 못한 미치후사가 히데요시에게로 탈출하자, 공격은 구루시마 방면에서 방향을 돌려 미치유키가 지키고 있던 가시마 지방으로 바뀌었다. 미치유키는 모리・고노 연합군이 시코쿠의 구루시마 세력을 공격하고 있는 와중에도 가시마 성에서 농성하며 8월 이후에는 가시마 성에서 직접 충돌이 이루어지지 않으면 안 되었다. 덴쇼 12년(1584년)에 일시 히데요시에게로 달아났던 미치후사가 다시 10월에 진출하면서 11월에는 忽那島 주변에서 해적 행위를 시작했다.
히데요시의 시코쿠 방면으로의 압력이 격렬해지는 가운데 덴쇼 13년(1586년) 2월에 미치후사의 귀국이 모리 데루모토(毛利輝元)나 고바야카와 다카카게(小早川隆景)에게 용인되었다. 8월에는 히데요시의 시코쿠 공략이 시작되고 적대하던 고바야카와 다카카게・깃카와 모토나가(吉川元長) 등과 함께 군세를 이끌면서 이요 방면으로의 선봉으로 활약, 전쟁 뒤 주가(主家)의 미치후사가 1만 4천 석의 봉지를 받은 것과 별도로 미치유키에게도 이요 에료 성을 중심으로 3천여 석의 영지가 주어졌다. 이후 규슈 정벌, 오다와라 공성전에 수군으로 참전하였으나, 임진왜란 도중에 당포 해전에서 이순신이 이끄는 조선 수군과의 교전 중에 패사하였다.

## 사망 시기
한국과 일본에서는 모두 임진왜란이 발발한 해인 1592년 음력 6월 2일에 벌어진 당포 해전에서 조선 수군의 중위장 권준(權晙)의 화살에 맞고 또, 이순신에게 검에 베여 전사했다는 설이 지배적이다. 이는 당포 해전에 대해 이순신(李舜臣)이 작성한 보고서인 「당포파왜병장」(唐浦破倭兵状)에서 당포 해전 당시 30세 정도의 「기력이 강하고 건장한」(氣力强壯)한 인물이나, 당항포 해전에서 24, 5세의 「생김새가 괴위」(容貌魁偉)한 젊은 무장이 죽었다는 기술, 그리고 성립에 대해 불확실한 부분이 있는 도노오카 진자에몬(外岡甚左衛門)이라는 무장이 지은 「고려선전기」(高麗船戰記)에서 6월 7일에 해전에서 패하고 섬에서 농성하다 스스로 자결한 「시코쿠의 시마노카미」(四国志摩守) 각 인물을 직접 관련성이 없이 도쿠이 미치유키로 적용한 것으로, 모두 미치유키라 분명히 명기되지는 않은 사료에 의거한 설이라는 야마우치 유즈루(山内譲)의 지적이 있다.
야마우치 유즈루에 따르면 일본측의 당대의 서장이나 사료 가운데, 연대가 정확히 기재되지 않은 3월 6일자 히데요시 및 부교(奉行)가 발급한 서장 두 통에서 적선과 싸우다 전사한 미치유키의 소식을 전하고 있는데, 시간상 그보다 앞서는 정월 말에서 2월 초에 미치유키가 죽은 것으로 생각할 수 있다. 연대에 대해서도 미치유키 앞(宛)이라 적은 분로쿠 2년(1593년) 5월 서장 이후, 구루시마 형제나 미치유키 앞(宛)이라는 표기가 없는 분로쿠 4년(1595년) 1월 이전부터 앞서 서술한 3월 6일자 서장을 검토하면 분로쿠 3년(1594년)일 가능성이 높은 것으로 추정하기도 한다.
- 덴쇼 20년／분로쿠 원년(1592년) 사망설
  - 6월 2일, 당포 해전설 - 아리마 세이호(有馬成甫) 『조선수군사』(朝鮮水軍史) 1942년 ; 이토 기이치(伊藤義一) 「분로쿠 게이초의 역과 이요 수군」(文禄慶長の役と伊予水軍) 상하, 1982년、1983년、우타다 다케히사(宇田川武久) 『일본의 해적』(日本の海賊), 1983년
  - 6월 6일, 당항포 해전설 - 도쿠토미 소호(徳富蘇峰), 『근세일본국민사 도요토미 시대 정편(丁篇)』(近世日本国民史豊臣時代丁篇), 1921년
  - 6월 7일, 율포 해전설 - 기타지마 만지(北島万次) 『도요토미 히데요시의 조선 침략』(豊臣秀吉の朝鮮侵略), 1995년
  - 9월 2일, 부산포 해전설. 이케우치 히로시(池内宏) 『분로쿠 게이초의 역 별편 제1』(文禄慶長の役別編第一), 1936년
- 분로쿠 3년(1594년) 사망설
  - 1월 말 ~ 2월 초 - 야마우치 유즈루(山内譲) 「가이조쿠추(海賊衆) 도쿠이 미치유키의 죽음」(海賊衆得居通幸の死), 1997년

## 참고 문헌
- 《에히메 현사 근세 상》에히메현 1986년
- 우치다 규슈오 외 《에히메 현의 역사》야마카와 출판사 2003년 ISBN 4-634-32380-X

## 관련 작품
드라마
- 《불멸의 이순신》 (2004년 ~ 2005년) - 배우: 유병준
- 《임진왜란 1592》 (2016년) - 배우: 박성택